# Xã McPherson, Quận McPherson, Kansas
Xã McPherson (tiếng Anh: McPherson Township) là một xã thuộc quận McPherson, tiểu bang Kansas, Hoa Kỳ. Năm 2010, dân số của xã này là 536 người.